# Université Ngaoundéré

Logo

Ne pas confondre avec l’université de Ngaoundéré.
L'Université Ngaoundéré est un club de football camerounais basé à Ngaoundéré.

## Histoire
Le club évolue à plusieurs reprises en première division, au cours des années 1980, 1990 et 2000.